# Натуральный обмен (проект)
«Натуральный обмен» (анг. «In Kind Exchange») — интерактивный арт-проект художников Сергея Баловина и Клаудии Беккато, позволивший его авторам жить практически без использования денег, расплачиваясь за еду, услуги и прочее собственными произведениями.

## Описание проекта
Предлагая в дар произведение визуального искусства (как правило — портрет) художник получает ответный подарок. В отличие от бартера в традиционном понимании, участники «Натурального обмена» не обсуждают стоимость предметов обмена. Фактически это обмен подарками, выражающий взаимное уважение и признательность сторон. Художник не гарантирует фотографического сходства портрета с моделью, но и выбор ответного подарка остается за дарителем. В выборе подарка помогает сориентироваться обновляемый виш-лист, где перечислены как примеры условно полезных, так и условно бесполезных предметов. Материальная ценность подарка не влияет на технику, качество или размер авторской работы.

## История проекта
Идея «натурального обмена» пришла Сергею Баловину в Шанхае, где, сняв пустую квартиру, он начал меняться своими произведениями на домашнюю утварь с соседкой, готовившейся к переезду. Позднее, разместив объявление на русскоязычном форуме Китая, художник систематизировал процесс обмена, приглашая к участию на определённых условиях. Желающим предлагалось выбрать один из двух-трех набросков тушью, создаваемых автором прямо при встрече. Участники, в свою очередь приносили то, что по их мнению, могло пригодиться в быту, б новом жилище. Таким образом, в течение нескольких месяцев, путём натурального обмена, художнику удалось наполнить дом всеми недостающими объектами, начиная от посуды, заканчивая мебелью и бытовой техникой. В дальнейшем художник расширил спектр тем обмена, проводя акции под лозунгами «накорми художника», «одень художника», «напои художника» и т. д.
В 2011 году проект «Натуральный обмен» был номинирован на премию Сергея Курёхина.
В 2012 году Сергей Баловин выиграл конкурс на участие в проекте Swatch Art Peace Hotel, в рамках которого художникам предоставляются роскошные апартаменты и студия для творчества в историческом центре Шанхая. Продолжая заниматься «Натуральным обменом», он начал практиковать жизнь без использования денег и опубликовал статью, в которой поведал об «Одном дне из жизни человека, отказавшегося от денег». Статья вызвала активное обсуждение в сетях и молва о проекте распространилась по всему миру. Сергей Баловин стал получать приглашения проводить акции обмена в разных странах, что подтолкнуло его к следующему шагу в эксперименте — кругосветному путешествию «без кошелька».
Кругосветное путешествие без денег удалось совершить за семнадцать месяцев. В 2013—2014 годах Сергей Баловин обогнул земной шар в направлении с Запада на Восток, посетив 36 стран. За еду, перемещения и ночлег художник расплачивался портретами.
В 2015 году к эксперименту подключилась Клаудия Беккато, впоследствии ставшая женой художника. Очередным этапом проекта «стала свадьба без денег». Бракосочетание отпраздновали в Черногории открытием выставки «Свадьба. Как у людей» в Дуклей Арт-центре. Традиционные атрибуты свадебной церемонии были представлены гротескными произведениями, иронизирующими над пороками общества потребления. На само празднование не было потрачено ни копейки. Угощения и напитки на столе были результатом «натурального обмена».